# Соллонтхан
Соллонтхан (кор. 설렁탕) — корейський суп з волової ноги, який варять протягом 10 годин до тих пір, поки він не придбає молочно білий колір. Зазвичай подається в чаші з кружельцятами цибулі і шматочками м'яса, а в якості приправ виступають зелена цибуля, сіль та чорний перець.

## Етимологія
Є дві теорії походження слова
- Від монгольських слів «сюру» або «сюлру» — назва монгольського супу, який був запозичений за часів династії Корьо.[1]
- Передбачається що за часів династії Чосон мали місце обряди під назвою Соннондже, що проводяться для одержання гарного врожаю. Для цих обрядів цар придумав для народу простий суп, з тим, щоб було можливо нагодувати велику кількість людей. Суп був названий «соннонтхан», згодом назва трансформувалася в «соллонтхан»